# Travis Ganong
Travis Ganong, né le 14 juillet 1988 à Truckee (Californie), est un skieur alpin américain. Spécialiste des épreuves de vitesse (descente et super G), il compte cinq podiums en Coupe du monde et une médaille d'argent en descente aux Championnats du monde.

## Carrière
Il commence sa carrière dans des courses FIS en 2003, puis en Coupe du monde le 28 novembre 2009 à Lake Louise où il ne termine pas la descente. En 2014, il participe à ses premiers Jeux olympiques prenant la cinquième place lors de la descente. Le 28 février, il termine à la troisième marche du podium de la descente de Kvitfjell puis quatrième le lendemain.
En décembre 2014, il remporte sa première course en Coupe du monde à l'occasion de la descente de Santa Caterina di Valfurva devant Matthias Mayer. Il est ensuite deuxième de la descente des Championnats du monde 2015 à Beaver Creek.
Il remporte sa deuxième épreuve de Coupe du monde, en 2017, en descente à Garmisch-Partenkirchen.
En décembre 2017, il se blesse lors d'une course à Bormio, ce qui met fin à sa saison (rupture du ligament croisé) et le prive des Jeux olympiques de Pyeongchang.
Il revient de manière compétitive lors de la saison 2018-2019, se classant dans le top vingt mondial en descente et super G, avec comme meilleur résultat sur une course une cinquième place à Kvitfjell. En 2019-2020, il entre dans le top quinze de nouveau en descente et super G, atterrissant deux fois à la cinquième place.

## Vie privée
Il est le petit-ami de la skieuse canadienne Marie-Michèle Gagnon.

## Palmarès

### Jeux olympiques d'hiver
| Épreuve / Édition | Descente | Super G | Slalom géant | Slalom | Combiné |
| JO 2014 Sotchi    | 5e       | 23e     | -            | -      | -       |
| JO 2022 Pékin     | 20e      | 12e     | -            | -      | -       |

### Championnats du monde
| Épreuve / Édition                    | Descente | Super G | Slalom géant | Slalom | Combiné |
| Mondiaux 2011 Garmisch-Partenkirchen | 24e      | 18e     | -            | -      | -       |
| Mondiaux 2013 Schladming             | Ab.      | -       | -            | -      | -       |
| Mondiaux 2015 Vail                   | Argent   | Ab.     | -            | -      | -       |
| Mondiaux 2017 Saint-Moritz           | 25e      | 14e     | -            | -      | -       |
| Mondiaux 2019 Åre \|26e              | Ab.      | -       | -            | -      |         |
| Mondiaux 2021 Cortina d'Ampezzo      |          | 8e      | -            | -      | -       |

### Coupe du monde
- Meilleur classement général : 23e en 2014.
- 6 podiums dont 2 victoires.

#### Classements en Coupe du monde
| Année/Classement | Année/Classement | Général | Général | Descente | Descente | Super G | Super G | Slalom géant | Slalom géant | Slalom | Slalom | Combiné | Combiné |
| ---------------- | ---------------- | ------- | ------- | -------- | -------- | ------- | ------- | ------------ | ------------ | ------ | ------ | ------- | ------- |
| Année/Classement | Année/Classement | Class.  | Points  | Class.   | Points   | Class.  | Points  | Class.       | Points       | Class. | Points | Class.  | Points  |
| 2010             | 2010             | 149e    | 3       | -        | -        | 53e     | 3       | -            | -            | -      | -      | -       | -       |
| 2011             | 2011             | 115e    | 28      | 44e      | 17       | 45e     | 11      | -            | -            | -      | -      | -       | -       |
| 2012             | 2012             | 88e     | 59      | 30e      | 56       | 60e     | 3       | -            | -            | -      | -      | -       | -       |
| 2013             | 2013             | 57e     | 121     | 18e      | 114      | 45e     | 7       | -            | -            | -      | -      | -       | -       |
| 2014             | 2014             | 23e     | 343     | 9e       | 250      | 19e     | 93      | -            | -            | -      | -      | -       | -       |
| 2015             | 2015             | 29e     | 294     | 11e      | 240      | 27e     | 54      | -            | -            | -      | -      | -       | -       |
| 2016             | 2016             | 25e     | 370     | 11e      | 250      | 19e     | 120     | -            | -            | -      | -      | -       | -       |
| 2017             | 2017             | 26e     | 327     | 12e      | 215      | 15e     | 112     | -            | -            | -      | -      | -       | -       |
| 2018             | 2018             | 106e    | 30      | 55e      | 1        | 31e     | 29      | -            | -            | -      | -      | -       | -       |
| 2019             | 2019             | 44e     | 203     | 20e      | 88       | 16e     | 115     | -            | -            | -      | -      | -       | -       |
| 2020             | 2020             | 24e     | 309     | 13e      | 169      | 12e     | 140     | -            | -            | -      | -      | -       | -       |
| 2021             | 2021             | 40e     | 209     | 18e      | 108      | 16e     | 101     | -            | -            | -      | -      | -       | -       |
| 2022             | 2022             | 20e     | 341     | 11e      | 211      | 14e     | 130     | -            | -            | -      | -      | -       | -       |

#### Détail des victoires
| Année | Descente       | Total |
| 2015  | Santa Caterina | 1     |
| 2017  | Garmisch       | 1     |
| Total | 2              | 2     |

### Coupe nord-américaine
- 2 victoires.

### Championnats des États-Unis
- Champion du super G en 2010 et 2013.
- Champion de la descente en 2010.